# Pseudautomeris porifera
Pseudautomeris porifera är en fjärilsart som beskrevs av Embrik Strand 1920. Pseudautomeris porifera ingår i släktet Pseudautomeris och familjen påfågelsspinnare. Inga underarter finns listade i Catalogue of Life.